# 罗森巴赫 (格尔利茨县)
罗森巴赫（德語：Rosenbach），是德国萨克森州的市镇，隶属于格尔利茨县。总面积为23.56平方千米，截至2023年12月31日总人口为1,534人。